# Der Fremdenverkehr
Der Fremdenverkehr war eine österreichische Wochenzeitung, die zwischen 1908 und 1914 in Wien erschien. Sie trug den Nebentitel Illustrierte Wochenschrift zur Förderung der Verkehrsinteressen Österreichs.